# Vidám Felhőkarcoló
A Vidám Felhőkarcoló egy nemzetközi szatirikus művészeti projekt, amelynek fő célja, hogy embereket szórakoztasson szerte a világon. Lényege, hogy a projekt résztvevői a „felhőkarcolóról” fényképeket készítenek köztereken (például nevezetességek előtt, egy vulkán mellett, a tengerparton, a repülőtéren), és ezeket a képeket közzéteszik az Interneten. A felhőkarcoló nem más, mint egy papírból kivágott és összeragasztott séma, a Jó Humor Párt logójával. A projektben különböző nemzetiségű, kulturális háttérrel rendelkező és vallású emberek vesznek részt. Olyan emberek, akik valami meglepőt szeretnének hozni a hétköznapokba, és szeretik felfedezni a világot.
A mai napig több, mint 370 helyszínen, 52 országban, 6 kontinensen készült fénykép a Vidám Felhőkarcolóról. A projekt megteremtője és koordinálója Szczepan Sadurski. A projekt 2012. október 10-én indult New Yorkban, amikor Sadurski lefényképezte „a legkisebb felhőkarcolót” Manhattanben.
Bár eredetileg ez egy egyszeri, spontán akciónak indult, néhány hét múlva egy megjelent egy felhőkarcoló-makett az Interneten, amit bárki kinyomtathat és összeragaszthat. Azóta naponta csatlakoznak új emberek a projekthez.
Új Delhiben Vidám Felhőkarcoló kiállítást rendeztek, 2013-ban pedig az Ustronie Morskie strandon világrekordot állítottak fel a legtöbb lefényképezett felhőkarcoló kategóriában. Pontosan 250 felhőkarcolót „építettek” és fotóztak le itt.
A Vidám Felhőkarcoló az elvont humor képviselője, mert sokan nem értik ezt a jelenséget, amely körbejárja az egész világot.